# پوشنگ (تاجیکستان)
پوشِنگ  جماعت و شهرکی در جنوب غربی کشور تاجیکستان است که در ناحیهٔ دنغره ولایت ختلان قرار دارد. جمعیت این جماعت ۱۰۴۷۹ است.